# Thomas Fienus

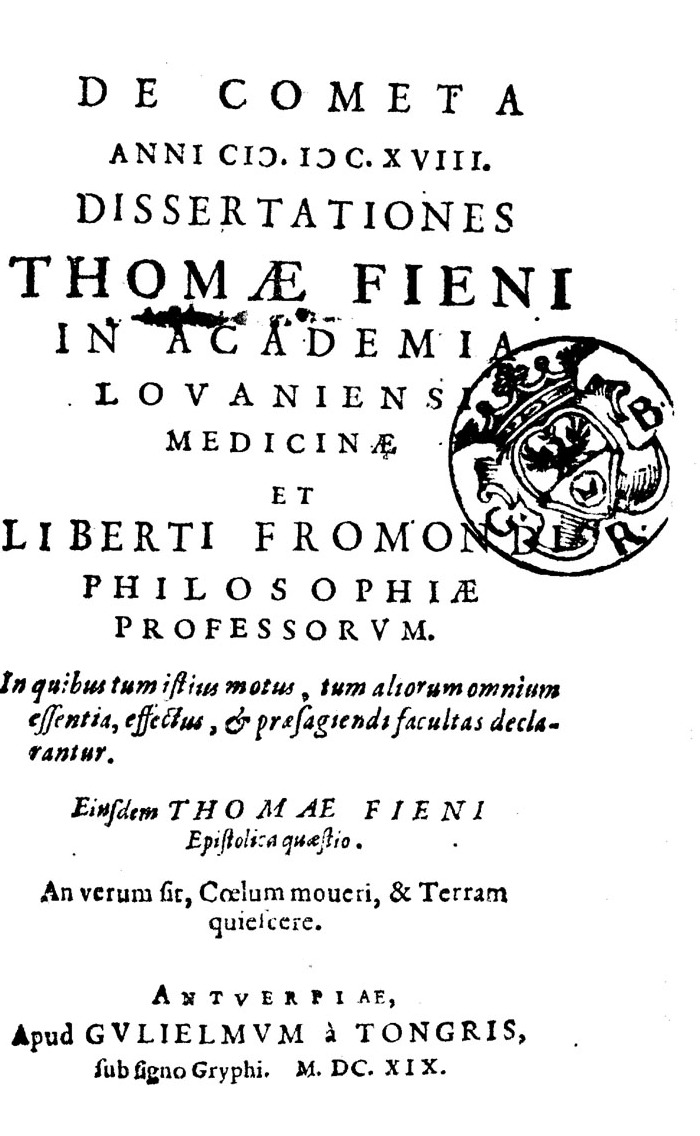
De cometa anni 1618 dissertationes, 1619

Thomas Fienus o Fyens, Feyens (Lovanio, 28 marzo 1567 – Lovanio, 15 marzo 1631) è stato un medico svizzero.

## Biografia
Figlio del medico e musicista Johannes Fienus, cominciò i suoi studi verso il 1593. Dopo aver studiato presso Gerolamo Mercuriale a Bologna, tornò a Lovanio e ottenne la cattedra di medicina e matematica.
Nel 1602, cominciò a lavorare alla pubblicazione delle proprie idee dietro spinta del suo maestro Adriano Romano. Conobbe Christian Huygens e Lazare Marcquis.

## Opere
- (LA) Thomas Feyens, De cometa anni 1618 dissertationes, Guillaume van Tongheren, 1619.